# Matrei am Brenner

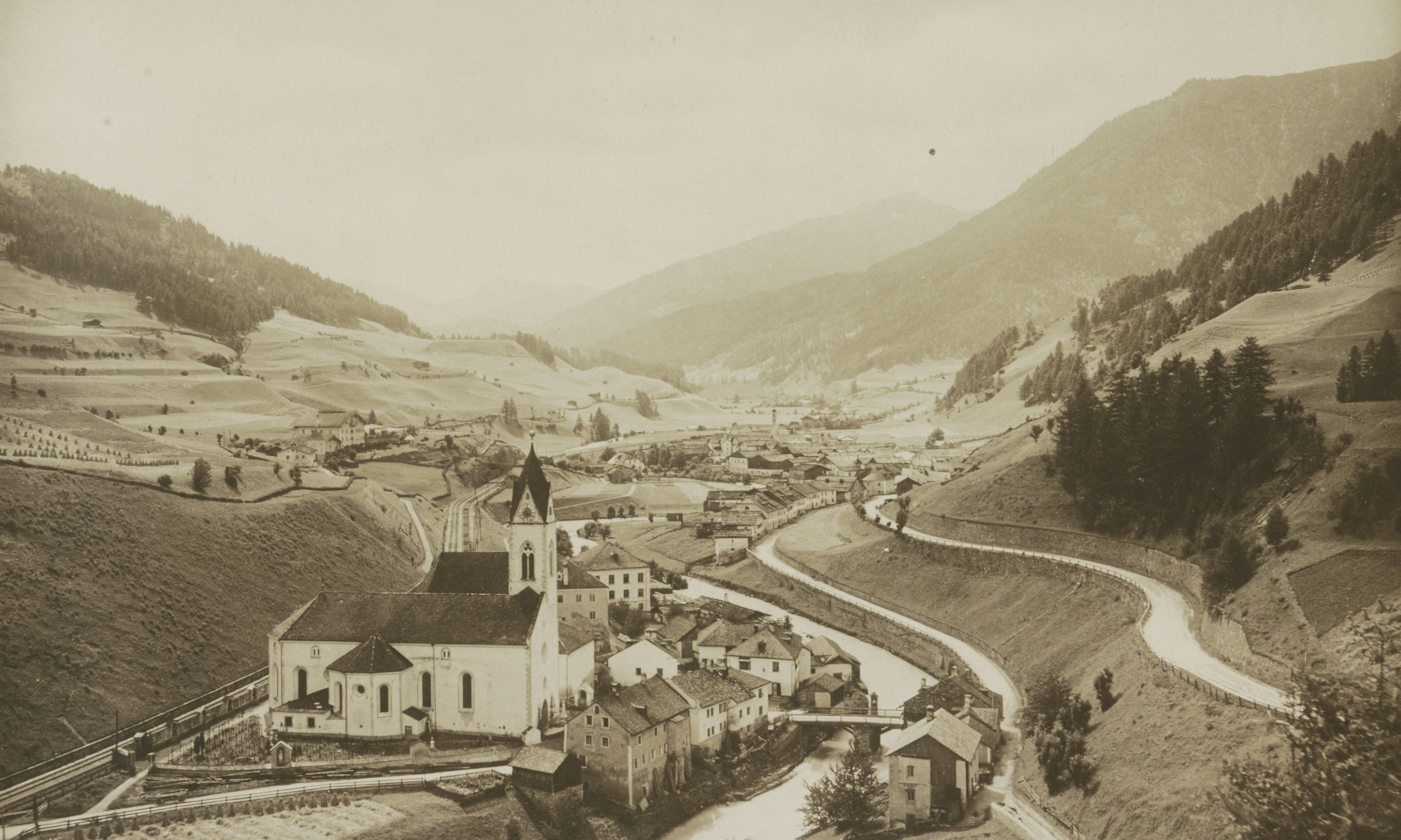

Matrei am Brenner é um município da Áustria, situado no distrito de Innsbruck-Land, no estado do Tirol. Tem 0,36 km² de área e sua população em 2019 foi estimada em 953 habitantes.